# 爆弾男といわれるあいつ
『爆弾男といわれるあいつ』（ばくだんおとこといわれるあいつ）1967年6月28日に公開された日本の映画である。監督は長谷部安春。主演は小林旭。日活制作。

## 概要
「あいつシリーズ」4作目で最終作。
久しぶりに東京に帰って来た都築は、現金輸送車襲撃の際に昔の仲間の魚住が死んだと聞き、真相を確かめるべく長岡へ飛んだ。

## キャスト
- 都築浩介：小林旭
- 熊五郎：東京ぼん太
- 白木： 内田良平
- 深町健：岡崎二朗
- 滑川竜次：青木義朗
- 星原：高品格
- 田沼明夫 ： 藤竜也
- 丘珠美： 万里昌代
- 魚住麻子：嘉手納清美
- 地下銀行の男：木浦佑三
- ノリロー：新山ノリロー
- トリロー：新山トリロー
- 県刑事： 山田禅二
- 魚住市太郎：加原武門
- ヤセ馬の馬吉：青木富夫
- 小杉組社員：英原穣二
- クレー射撃の客：久遠利三
- 入浴客：黒田剛
- 地下銀行の男： 長弘
- 小杉組社員：平塚仁郎
- 佐伯春恵： 椿洋子
- 定子： 瞳美沙
- 小杉組社員：伊藤浩
- 刺青・入浴客：戸波志朗
- 振付： 灰原明彦
- 技斗：高瀬将敏
- 筧泰造：西村晃

## スタッフ
- 監督：長谷部安春
- 脚本：下飯坂菊馬、藤井鷹史
- 企画：友田二郎
- 音楽：鏑木創

## 併映作品
『関東も広うござんす』
- 監督：野口晴康 / 主演：高橋英樹、野口監督の遺作。